# Południowa Afryka na Mistrzostwach Świata w Lekkoatletyce 2015
Południowa Afryka na Mistrzostwach Świata w Lekkoatletyce 2015 – reprezentacja Południowej Afryki podczas Mistrzostw Świata w Pekinie liczyła 33 zawodników, którzy zdobyli 3 medale, w tym 1 złoty.

## Występy reprezentantów Południowej Afryki

### Mężczyźni

#### Konkurencje biegowe
| Konkurencja                   | Zawodnik                                                         | Runda 1    | Runda 1 | Półfinał   | Półfinał | Finał          | Finał   |    |
| Konkurencja                   | Zawodnik                                                         | Rezultat   | Pozycja | Rezultat   | Pozycja  | Rezultat       | Pozycja |    |
| ----------------------------- | ---------------------------------------------------------------- | ---------- | ------- | ---------- | -------- | -------------- | ------- | -- |
| Bieg na 100 m                 | Henricho Bruintjies                                              | 10,07      | 16. Q   | 10,21      | 23.      | NQ             | NQ      |    |
| Bieg na 100 m                 | Anaso Jobodwana                                                  | DSQ        | DSQ     | NQ         | NQ       | NQ             | NQ      |    |
| Bieg na 100 m                 | Akani Simbine                                                    | 10,09      | 17. Q   | 10,02      | 11.      | NQ             | NQ      |    |
| Bieg na 200 m                 | Anaso Jobodwana                                                  | 20,22      | 8. Q    | 20,01 (PB) | 3. Q     | 19,87 (NR)     | brąz    |    |
| Bieg na 200 m                 | Akani Simbine                                                    | 20,23 (PB) | 10. q   | 20,37      | 17.      | NQ             | NQ      |    |
| Bieg na 400 m                 | Berend Koekemoer                                                 | 46,52      | 44.     | NQ         | NQ       | NQ             | NQ      |    |
| Bieg na 400 m                 | Wayde van Niekerk                                                | 44,42      | 4. Q    | 44,31      | 4. Q     | 43,48 (AR, WL) | złoto   |    |
| Bieg na 800 m                 | Rynardt van Rensburg                                             | 1:48,61    | 33.     | NQ         | NQ       | NQ             | NQ      |    |
| Bieg na 1500 m                | Johan Cronje                                                     | 3:43,29    | 28. Q   | 3:36,59    | 8.       | NQ             | NQ      |    |
| Bieg na 1500 m                | Dumisane Hlaselo                                                 | 3:40,25    | 21.     | NQ         | NQ       | NQ             | NQ      |    |
| Bieg na 10 000 m              | Stephen Mokoka                                                   | —          | —       | —          | —        | 28:47,40       | 20.     |    |
| Maraton                       | Thabiso Moeng                                                    | —          | —       | —          | —        | DNF            | DNF     |    |
| Maraton                       | Desmond Mokgobu                                                  | —          | —       | —          | —        | 2:34:11        | 41.     |    |
| Maraton                       | Sibusiso Nzima                                                   | —          | —       | —          | —        | DNF            | DNF     |    |
| Bieg na 110 m przez płotki    | Antonio Alkana                                                   | 13,63      | 25.     | NQ         | NQ       | NQ             | NQ      |    |
| Bieg na 400 m przez płotki    | Cornel Fredericks                                                | DNS        | DNS     | NQ         | NQ       | NQ             | NQ      |    |
| Bieg na 400 m przez płotki    | Louis Jacob van Zyl                                              | 49,12      | 15. Q   | 48,89      | 15.      | NQ             | NQ      |    |
| Bieg na 3000 m z przeszkodami | Dikotsi Lekopa                                                   | 8:37,43    | 13.     | —          | —        | 8:24,94        | NQ      | NQ |
| Bieg na 3000 m z przeszkodami | Tumisang Monnatlala                                              | 8:55,25    | 32.     | —          | —        | NQ             | NQ      |    |
| Sztafeta 4 × 100 m            | Henricho Bruintjies Anaso Jobodwana Antonio Alkana Akani Simbine | DNF        | DNF     | —          | —        | NQ             | NQ      |    |
| Chód na 20 km                 | Lebogang Shange                                                  | —          | —       | —          | —        | 1:21:43 (NR)   | 11.     |    |
| Chód na 50 km                 | Marc Mundell                                                     | —          | —       | —          | —        | 4:02:41        | 33.     |    |

#### Konkurencje techniczne
| Konkurencja    | Zawodnik               | Eliminacje | Eliminacje | Finał    | Finał   |
| Konkurencja    | Zawodnik               | Rezultat   | Pozycja    | Rezultat | Pozycja |
| -------------- | ---------------------- | ---------- | ---------- | -------- | ------- |
| Skok w dal     | Godfrey Khotso Mokoena | 7,98       | 13.        | NQ       | NQ      |
| Skok w dal     | Rushwal Samaai         | 7,79       | 20.        | NQ       | NQ      |
| Skok w dal     | Zarck Visser           | 7,79       | 19.        | NQ       | NQ      |
| Trójskok       | Godfrey Khotso Mokoena | 16,78      | 10. q      | 16,81    | 9.      |
| Pchnięcie kulą | Orazio Cremona         | 18,63      | 27.        | NQ       | NQ      |
| Pchnięcie kulą | Jaco Engelbrecht       | 19,04      | 25.        | NQ       | NQ      |
| Rzut dyskiem   | Victor Hogan           | 62,41      | 13.        | NQ       | NQ      |
| Rzut oszczepem | Rocco van Rooyen       | 75,55      | 28.        | NQ       | NQ      |

| Dziesięciobój   | Dziesięciobój       | Dziesięciobój | Dziesięciobój | Dziesięciobój |
| Zawodnik        | Konkurencja         | Wynik         | Punkty        | Pozycja       |
| --------------- | ------------------- | ------------- | ------------- | ------------- |
| Willem Coertzen | Bieg na 100 m       | 10,98 (SB)    | 865           | 15.           |
| Willem Coertzen | Skok w dal          | 7,25          | 874           | 20.           |
| Willem Coertzen | Pchnięcie kulą      | 13,75         | 713.          | 20.           |
| Willem Coertzen | Skok wzwyż          | 1,95          | 758           | 20.           |
| Willem Coertzen | Bieg na 400 m       | DNS           | DNS           | DNS           |
| Willem Coertzen | Bieg na 110 m p.pł. | DNS           | DNS           | DNS           |
| Willem Coertzen | Rzut dyskiem        | DNS           | DNS           | DNS           |
| Willem Coertzen | Skok o tyczce       | DNS           | DNS           | DNS           |
| Willem Coertzen | Rzut oszczepem      | DNS           | DNS           | DNS           |
| Willem Coertzen | Bieg na 1500 m      | DNS           | DNS           | DNS           |
| Razem           | Razem               | Razem         | DNF           | DNF           |

### Kobiety

#### Konkurencje biegowe
| Konkurencja                | Zawodniczka       | Runda 1  | Runda 1 | Półfinał | Półfinał | Finał    | Finał   |
| Konkurencja                | Zawodniczka       | Rezultat | Pozycja | Rezultat | Pozycja  | Rezultat | Pozycja |
| -------------------------- | ----------------- | -------- | ------- | -------- | -------- | -------- | ------- |
| Bieg na 100 m              | Carina Horn       | 11,08    | 8. Q    | 11,15    | 17.      | NQ       | NQ      |
| Bieg na 200 m              | Justine Palframan | 23,09    | 21. Q   | 23,04    | 19.      | NQ       | NQ      |
| Bieg na 400 m              | Justine Palframan | 52,45    | 34.     | NQ       | NQ       | NQ       | NQ      |
| Bieg na 800 m              | Caster Semenya    | 1:59,59  | 3. Q    | 2:03,18  | 24.      | NQ       | NQ      |
| Maraton                    | Tanith Maxwell    | —        | —       | —        | —        | DNF      | DNF     |
| Bieg na 400 m przez płotki | Wenda Nel         | 54,45    | 2. Q    | 54,63    | 5. Q     | 54,94    | 7.      |

#### Konkurencje techniczne
| Konkurencja    | Zawodniczka     | Eliminacje | Eliminacje | Finał    | Finał   |
| Konkurencja    | Zawodniczka     | Rezultat   | Pozycja    | Rezultat | Pozycja |
| -------------- | --------------- | ---------- | ---------- | -------- | ------- |
| Rzut oszczepem | Sunette Viljoen | 63,93      | 5. Q       | 65,79    | brąz    |